# Luis de Agustini
Luis Alejandro Rubén De Agustini Varela (Sauce, 5 aprile 1976) è un ex calciatore uruguaiano naturalizzato libico, di ruolo portiere.

## Palmarès

### Club

#### Competizioni nazionali
- Campionato uruguaiano: 4

Peñarol: 1995, 1996, 1997, 1999